# Rexall Edmonton Indy 2008
Rexall Edmonton Indy 2008 var ett race som var den fjortonde deltävlingen i IndyCar Series 2008. Racet kördes den 26 juli på Edmontons flygplatsbana i Edmonton, Kanada.

## Slutresultat
| Plats | Förare            | Team                      | Grid | Kvaltid  |
| ----- | ----------------- | ------------------------- | ---- | -------- |
| 1     | Scott Dixon       | Chip Ganassi Racing       | 4    | 1.00,858 |
| 2     | Hélio Castroneves | Team Penske               | 2    | 1.00,836 |
| 3     | Justin Wilson     | Newman/Haas Racing        | 6    | 1.01,184 |
| 4     | Paul Tracy        | Vision Racing             | 16   | 1.02,238 |
| 5     | Oriol Servià      | KV Racing Technology      | 3    | 1.00,858 |
| 6     | Ryan Briscoe      | Team Penske               | 1    | 1.00,731 |
| 7     | Dan Wheldon       | Chip Ganassi Racing       | 9    | 1.01,665 |
| 8     | Ryan Hunter-Reay  | Rahal Letterman Racing    | 14   | 1.02,103 |
| 9     | Tony Kanaan       | Andretti Green Racing     | 12   | 1.01,701 |
| 10    | Darren Manning    | A.J. Foyt Enterprises     | 19   | 1.02,664 |
| 11    | Buddy Rice        | Dreyer & Reinbold Racing  | 23   | 1.03,427 |
| 12    | A.J. Foyt IV      | Vision Racing             | 18   | 1.03,134 |
| 13    | Ed Carpenter      | Vision Racing             | 24   | 1.03,882 |
| 14    | Bruno Junqueira   | Dale Coyne Racing         | 7    | 1.01,299 |
| 15    | Ernesto Viso      | HVM Racing                | 21   | 1.02,924 |
| 16    | Enrique Bernoldi  | Conquest Racing           | 11   | 1.02,022 |
| 17    | Marco Andretti    | Andretti Green Racing     | 13   | 1.02,299 |
| 18    | Danica Patrick    | Andretti Green Racing     | 15   | 1.02,417 |
| 19    | Vitor Meira       | Panther Racing            | 17   | 1.02,490 |
| 20    | Mário Moraes      | Dale Coyne Racing         | 10   | 1.01,755 |
| 21    | Marty Roth        | Roth Racing               | 26   | 1.09,049 |
| 22    | Will Power        | KV Racing Technology      | 5    | 1.01,015 |
| 23    | Jaime Câmara      | Conquest Racing           | 27   | 1.03,857 |
| 24    | Mario Domínguez   | Pacific Coast Motorsports | 20   | 1.03,135 |
| 25    | Townsend Bell     | Dreyer & Reinbold Racing  | 25   | 1.03,639 |
| 26    | Graham Rahal      | Newman/Haas Racing        | 8    | 1.10,457 |
| 27    | Hideki Mutoh      | Andretti Green Racing     | 22   | 1.03,810 |